# Драґан Михайло Дмитрович
Миха́йло Драґа́н (Драган) (21 листопада 1899, Тустановичі — 8 березня 1952, Львів) — український мистецтвознавець, дослідник стародавнього українського мистецтва, доктор філософії.

## Родина
Михайло Драґан народився 21 листопада 1899 року в селі Тустановичі (тепер село приєднане до м. Борислава Львівської області) у селянській родині Дмитра (Деметрія за метрикою, із с. Тустановичі) та Марії (до шлюбу Мандзяк, із с. Солець) Драґанів.

Михайло Драґан з батьками, братом і сестрою

Старший серед дітей, Михайло мав братів Петра і Романа та сестру Ярославу. Батьки, незважаючи на матеріальні труднощі, намагалися дати дітям добру освіту.

## Освіта
Початкову освіту Михайло Драґан набув у початковій школі в Тустановичах, пізніше в школі оо. Василіан у Дрогобичі. З 1911 року навчався в українській чоловічій гімназії у Перемишлі. Одночасно вивчав гру на скрипці в музичній школі. Мав нахил до малярства, та не мав можливості його розвивати. Під час навчання змушений був заробляти гроші на своє прожиття репетиторством.
У час українсько-польської війни Михайло Драґан, учень VII класу гімназії, перериває навчання і як багато його одноліток, зголошується добровольцем до Української Галицької армії. Після поразки українських визвольних змагань Михайло Драґан здав іспити за VIII клас гімназії. Та продовжити навчання, щоб здійснити свою мрію здобути вищу освіту в галузі архітектури чи мистецтва не мав змоги: новостворена польська держава обмежила доступ українців до вищої освіти, а учасникам визвольних змагань — заборонила.
У відповідь на репресії польської влади проти української освіти й науки, фактичну заборону українській молоді навчатися в університетах з ініціативи Українського Студентського Союзу та вчених НТШ (В. Щурат, М. Кордуба, М. Панчишин, В. Вергановський, І. Крип'якевич та ін.) навесні 1921 року у Львові був заснований Український таємний університет (УТУ). Цього ж року у листопаді Михайло Драґан записався на філософський відділ Українського таємного університету.

Виказка викладів студента філософського відділу УТУ Михайла Драґана

Протягом трьох років навчання в університеті він закінчив україно—слов'янознавчі студії, прослухавши виклади д-ра Василя Щурата, Леоніда Білецького з української літератури, драми, д-ра Степана Балея з психології, логіки, Михайла Галущинського з історії педагогіки, д-ра Кирила Студинського з українського письменства, церковно—слов'янської мови, граматики литовської мови, д-ра Філарета Колеси з української народної словесності, д-ра Івана Зілинського з діалектології, фонетики української мови, д-ра Івана Брика з історії чеської літератури, д-ра Іларіона Свєнціцького з східнослов'янської палеографії, друкарства, слов'янознавства, д-ра Ярослава Гординського з українського письменства, д-ра Михайла Рудницького із зарубіжної літератури, філософії, Антіна Генсьорського з російської мови та літератури, Володимира Пещанського з давнього українського мистецтва, іконописної техніки, д-ра Володимира Охримовича із соціології, д-ра Миколи Сабата з історії грецької літератури та інших.
Одночасно з навчанням в університеті Михайло Драґан відвідував заняття з малярства в Мистецькій школі Олекси Новаківського. Так він увійшов у львівське мистецьке середовище і з 1924 року став працювати в Національному музеї, що й визначило всю його подальшу долю.
У 1926—1930 роках Михайло Драґан студіював на гуманістичному факультеті Львівського університету, зосередившись на вивченні українського мистецтва. Упродовж навчання в університетах самотужки та на різних курсах вивчив англійську, російську та французьку мови; ще з гімназії він добре знав латину, польську та німецьку мови. Так що міг вільно спілкуватися ними, читати наукову й художню літературу.
У грудні 1932 року Михайло Драґан здобув ступінь доктора філософії за наукову працю про українські дерев'яні церкви.

## Наукова діяльність
Творчий шлях Михайла Драґана розпочався у студентські роки, коли він у 1924 році почав працювати у Національному музеї у Львові. За власним визнанням вибір напрямку майбутньої діяльності він зробив під впливом викладів директора Національного музею професора І. Свєнціцького в українському університеті та спілкування з ним. Його перша наукова робота була присвячена Богородчанському іконостасу, який тоді надійшов до фондів музею. Ймовірно, що саме вона визначила напрям його наукового зацікавлення давнім церковним будівництвом, яке прибрало форму систематичного вивчення пам'яток дерев'яної церковної архітектури впродовж п'яти років (1925—1930). Це був другий університет, не менш важливий, ніж здобуття фахової вищої освіти. Мандри молодого дослідника, який шукав скарби дерев'яного церковного будівництва, відбувалися в рамках дослідної програми Національного музею, фінансував їх митрополит Андрей Шептицький. Щорічно, переважно влітку, з фотоапаратом в руках Михайло Драґан пішки обходив села етнографічної Бойківщини, описуючи, фотографуючи, реєструючи дерев'яні церкви, дзвіниці, каплиці, хрести, громадські споруди, проводив їх обміри, виготовляв креслення планів, перерізів, окремих вузлів споруд. Повз його увагу не проходили ікони, різьба, стародруки та інше. Не одна ікона завдяки його старанням знайшла своє місце в музеї. Із власних фотографій та фотографій зі збірки Національного музею він створив унікальну фототеку на 2,5 тисячі фотографій церков, дзвіниць, яку систематично описав і упорядкував у картковий каталог.

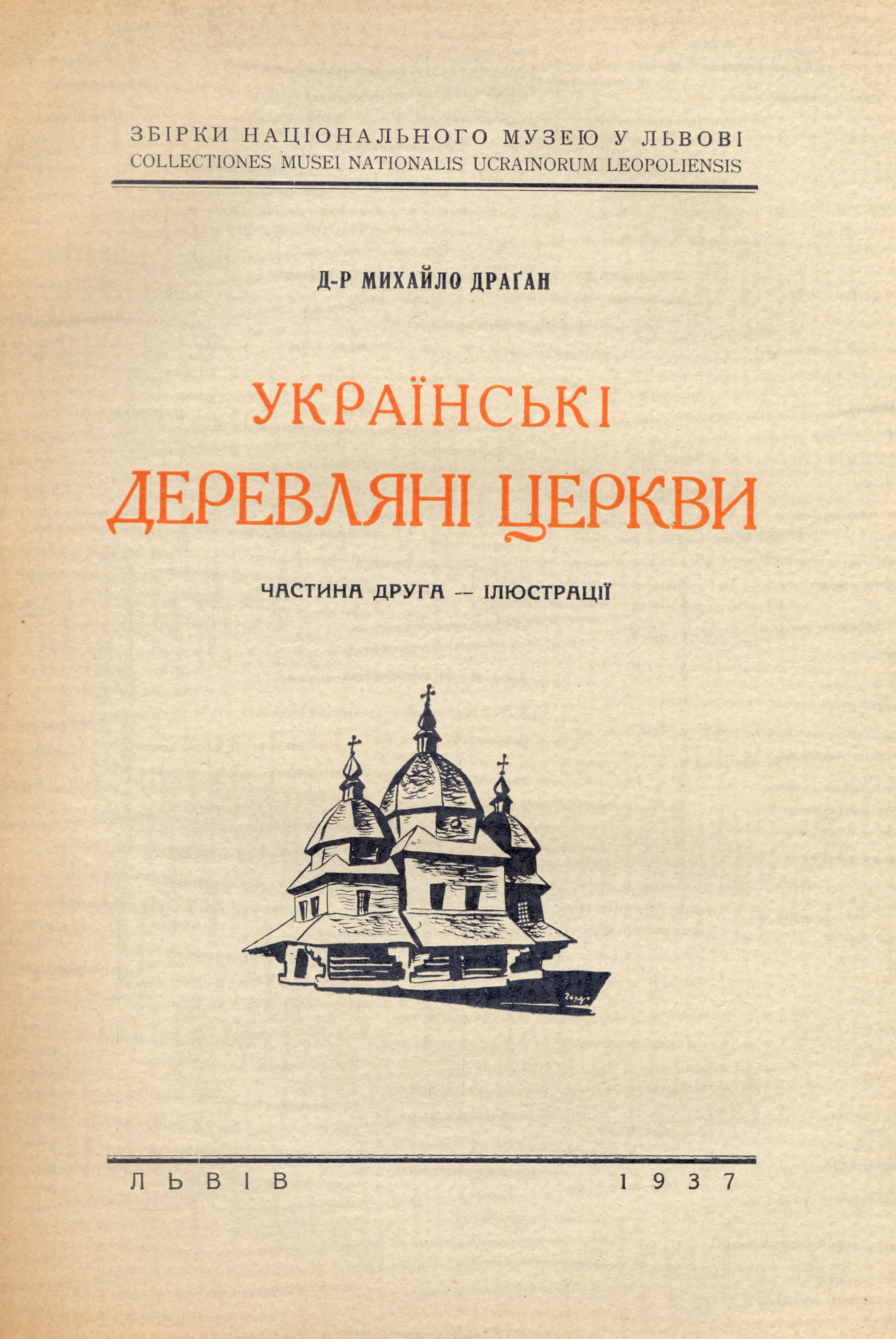
Обкладинка книги Михайла Драґана

Зібраний тоді фактичний матеріал ліг в основу першої великої роботи Михайло Драґана «Українські деревляні церкви», яка водночас була першою на західноукраїнських землях монографією з історії українського мистецтва. Свою працю Михайло Драґан завершив ще до кінця 1933 року. Директор музею Іларіон Свєнціцький, згадуючи в річному звіті митрополитові А. Шептицькому (від 12 грудня того ж року), що автор читав йому свою монографію, відзначав: «Є це дійсно дуже інтересна основна праця про українське церковне будівництво взагалі, яка сильно в'яже наше будівництво з будівництвом головно Сходу — Візантії, Вірменії, Атону. Ілюстративний матеріал дуже цікавий і в багатьох випадках ревеляційний». Проте з огляду на фінансові труднощі книга вийшла друком лише через чотири роки (1937 р.) у вигляді двотомної монографії з 269 ілюстраціями. Її цінність також і в тому, що в ній науково описано і зафіксовано для історії багато нині вже втрачених храмів.
Перші його пресові публікації друкували часописи «Новий час», «Діло», «Академічні вечори», «Kurier wieczorny» та інші.

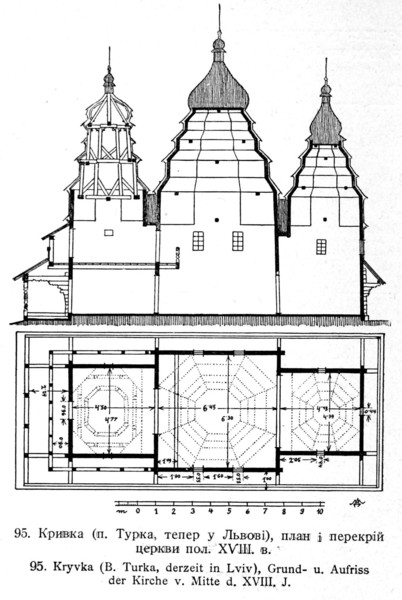
План і перекрій церкви св. Миколая із с. Кривка. Михайла Драґана

Михайло Драґан був не просто дослідником українських пам'яток архітектури, багато часу та енергії він витрачав на просвітницьку роботу серед селян, священства, пропагуючи велику громадську відповідальність за збереження цих пам'яток. «Не одна чудова ікона завдяки цим моїм поїздкам знайшлася відтак в музею. На жаль, ще величезна кількість таких різних пам'яток пропадає по всяких закутках, не сповняючи в церквах вже ніякої служби. У музеї такі ікони мали би велике своє культурне значення. Скільки слів і переконуючих аргументів треба було стратити, щоб у дуже рідких випадках переконати про необхідність передати ікони до музею за відповідною винагородою… Такого чудового дерев'яного будівництва як ми, має мало який народ у світі… Прийде час, що ми будемо гордитися тим будівництвом, і була б велика шкода, якби тоді не було вже що й показати із нашої старовини.» — писав він. Завдяки йому була врятована перлина бойківської архітектури — дерев'яна триверхова церква Св. Миколая 1760-х років із с. Кривка Турківського району, яку громада села вирішила розібрати відразу після побудови нової церкви. Тоді він зумів переконати селян, щоб вони стрималися із її розбиранням. Завдяки наступним клопотанням на кошти митрополита Андрея Шептицького в 1930 році церкву під наглядом та керівництвом Михайло Драґана було розібрано, перевезено й зібрано у Львові як церкву для потреб монастиря оо. Студитів. Цій перлині судилося дати в майбутньому початок Музеєві народної архітектури і побуту «Шевченківський гай» і стати його окрасою.
Наприкінці 1931 року Михайло Драґан полишає Національний музей і переходить на посаду керівника новоствореного музею Львівської Богословської Академії та викладає в ній. Найважливішою стороною його діяльності в той час було збирання й опрацьовування музейної колекції. Саме Михайло Драґан виявив і датував ХІІІ століттям збережене на звороті зображення Св. Йоана Золотоустого з «Моління» (друга половина XV століття, Миколаївська церква в Яворі на Турківщині) фрагмент найдавнішої західноукраїнської ікони — постаті вибраних святих. Причетність Михайла Драґана до цього відкриття не була зафіксована, як і багато що з того, що зробив дослідник, виконуючи поточну музейну роботу. Ікону опубліковано щойно в 1990 році, причому без зазначення її першовідкривача. Так само Михайло Драґан зберіг, перейнявши з церкви Собору Св. Йоакима і Анни у Станилі дві донедавна найвідоміші з-поміж найраніших західноукраїнських ікон — кінного «Святого Георгія» та «Стрітення з євангельськими сценами».
Михайло Драґан багато подорожував. Окрім Галичини, він відвідав Францію, Велику Британію, Німеччину, Швецію, Нідерланди, Туреччину, де знайомився з мистецтвом цих країн.
Після того як більшовики у вересні 1939 року ліквідували Богословську академію та її музей, Михайло Драґан повернувся до Національного музею, який було реорганізовано й приєднано до Картинної галереї, як Музей українського мистецтва. У музеї Михайло Драґан спершу працював на посаді заступника директора з наукової роботи, але згодом (1950 рік) змушений був перейти на посаду завідувача відділу давнього мистецтва. Певний період (з 1945 до 1947 роки) працював у Львівській філії Інституту мистецтвознавства, фольклору та етнографії АН УРСР.
У Музеї українського мистецтва Михайло Драґан систематизував пам'ятки музейної колекції західноукраїнського релігійного малярства й запропонував ту його класифікацію, згідно з якою в музеї у 1950-х роках побудовано першу систематичну експозицію давнього українського мистецтва. Зрештою, це був той погляд на давню мистецьку культуру українських земель, який у 1960-х роках покладено в основу академічної історії українського мистецтва.
Опрацьовуючи музейну збірку, Михайло Драґан зацікавився спадщиною жовківського маляра кінця XVII століття Івана Рутковича й зробив перші кроки в дослідженні її, зокрема іконостасу церкви Різдва Христового м. Жовкви, так званого Жовківського іконостасу, який потрапив до Національного музею у 1937 році. Ці студії згодом продовжила й завершила Віра Свєнціцька. Наслідком її праці стала монографія «Іван Руткович і становлення реалізму в українському малярстві XVII ст.», видана у 1966 році.
Останньою великою роботою вченого було вивчення царських врат українських іконостасів, насамперед з музейної колекції, результатом чого стали каталог збірки та монографія, посмертно видана у 1970 році під назвою «Українська декоративна різьба XVI—XVIII ст.» до 70-річчя від дня народження вченого зусиллями його дружини Анни Драґан та з упорядкуванням і редагуванням Віри Свєнціцької. Оскільки на той час основні проблеми історії давнього українського мистецтва ще не були розроблені, Михайло Драґан, студіюючи царські врата, неминуче змушений був виходити за межі обраної проблематики й розглядати еволюцію царських врат українських іконостасів у широкому історично-мистецькому контексті. У такий спосіб надолужувався брак відповідних студій над проблематикою української мистецької історії й знаходив свій вияв досвід дослідницької праці Михайла Драґана над іншими ділянками розвитку української мистецької культури. Тому книга містить, зокрема, широке коло відомостей з історії українського іконопису — як середньовічного періоду, так і нового часу — і є першою після піонерської монографії Іларіона Свєнціцького, але значно повнішою за хронологією та охопленням матеріалу студією українського іконопису. Михайло Драґан блискуче впорався із завданням, написавши не лише монографію про царські врата, а й власне стислу і, мабуть, донині найкращу коротку історію українського мистецтва XV—XVIII століть. Ця праця відзначається чітким окресленням проблематики, глибоким її осягненням, продуманим викладом, багатством і різноманітністю використовуваного матеріалу, узасадненим методологічним підходом.
Третя велика робота Михайла Драґана, над якою він працював до останніх днів життя, мислилася як продовження студій над дерев'яним церковним будівництвом і була присвячена дерев'яним дзвіницям українських церков. На весну 1952 року він в основному завершив опрацювання іконографічного матеріалу й підготував відповідні рисунки та обміри, однак тексту праці написати не встиг.
Завдяки ретельному вивченню великої кількості пам'яток різних напрямів розвою мистецької культури українських земель погляди Михайла Драґана ґрунтувалися на унікальному — за широтою і різноманітністю — охопленні конкретного матеріалу в контексті історичної еволюції. Історичний метод Михайла Драґана значно виграє порівняно з панівними в новітній українській науковій літературі описовістю й фактографічністю. На відміну від пізніших українських мистецьких досліджень, які, на жаль, здомінувала теорія безперервних впливів, його праці відображають виважену позицію вченого-патріота, що ставив акцент у студіях над національною мистецькою традицією на її внутрішній еволюції, бачив у цьому процесі насамперед результат внутрішнього розвитку.
Пройшовши через мистецьку школу О. Новаківського, Михайло Драґан не стояв осторонь мистецького життя: організовував художні виставки, серед них і посмертну виставку Івана Труша, написав чимало статей на теми давнього й сучасного мистецтва, виступав у пресі як мистецький критик.

## Із приватного життя

Могила Михайла Драґана на Личаківському цвинтарі

З другим приходом на терени Галичини радянської влади родина Михайла Драґана була репресована: батька, матір і молодшу сестру Ярославу вивезли на 10 років на поселення у Казахстан. Через рік заарештували брата Петра, який відбув 10-річне тюремне ув'язнення у Воркуті.
Інший його брат — Роман — був двічі засуджений до розстрілу, але щоразу рятувався втечею; згодом перебрався за кордон, мешкав у Франції, США, потім у Австралії. Свої велику бібліотеку та мемуари прижиттєво заповів Фундації українознавчих студій в Австралії.
Михайлові Драґану вдалося уникнути репресій, ймовірно, завдяки заступництву Іларіона Свєнціцького, директора на той час Музею українського мистецтва та депутата Верховної Ради УРСР.
У серпні 1945 року Михайло Драґан одружився з Анною Лаврів, яка повернулася з поселення у Казахстані, куди була виселена разом з матір'ю ще у 1941 р.
Помер Михайло Драґан у розквіті творчих сил 8 березня 1952 року після тривалої недуги і невдалої операції. Похований у Львові на Личаківському цвинтарі, поле № 85.

## Наукова спадщина та пошанування пам'яті
Після смерті Михайла Драґана дружина Анна Драґан, виконуючи заповіт чоловіка, передала в дар Національному музею у Львові його багату книгозбірню, яка налічує десятки унікальних історико-мистецьких видань. Після смерті Анни Драґан у 1992 році її племінники—спадкоємці передали весь науковий архів Михайла Драґана (рукописи, рисунки, ескізи, фотографії, публікації) Національному музею у Львові. Зокрема, на основі альбомів Михайла Драґана з цього архіву, у яких представлена архітектура дерев'яних церков, дзвіниць та каплиць, розташованих на територіях сучасних Дрогобицького, Турківського, Старосамбірського та Сколівського районів Львівщини, Роман Сулик видав у 1995 році книгу «Перлини дерев'яної архітектури Бойківщини. (З альбомів Михайла Драґана)».

Оформлення поштового конверта до 100-річчя від дня народження Михайла Драґана (художник Крислач І. М.)

Михайло Драґан сформував цілу когорту українських мистецтвознавців. Серед його учнів і послідовників — Віра Свєнціцька, Людмила Міляєва, Павло Жолтовський, Григорій Логвин та багато інших.
С. Гординський написав та видав у 1973 р. у Торонто українською, англійською та німецькою мовами книгу «Українська ікона XII—XVIII століть», у якій використав фотографічний матеріал М. Драґана.
1989 року з нагоди 90-річчя вченого-музеєзнавця у Львові відбулась наукова конференція та видано каталог. У червні 1996 р. музей «Дрогобиччина» і науково-культорологічне товариство «Бойківщина» організували в Дрогобичі перші Драґанівські читання «Сакральне мистецтво Бойківщини». Матеріали цих читань видрукувані у збірнику.
На вшанування пам'яті про Михайла Драґана до 100-річчя від дня його народження Державним комітетом зв'язку та інформатизації України випущений поштовий художній конверт із його зображенням (художник Крислач. І.. М.), його іменем названа одна із вулиць Львова та Борислава.

## Вибрані публікації
- Драган М., Пещанський. В., Свєнціцький. І. Скит Манявський і Богородчанський іконостас // Збірки Національного музею у Львові. — Жовква: Друкарня ОО. Василіан, 1926. — 28 с.
- Драган М. Witraże dla cerkwi wołoskiej we Lwowie// Kurier literacko—naukowy- Dodatek do «Kuriera…». — 1926. — № 210.
- Драган М. Мистецький подвиг// Діло. — 1929. — Ч. 45 і 46.
- Драган М. Богородчанський іконостас// Новий час. Додаток. — 1930. — № 44.
- Драган М. Перлина бойківської архітектури у Львові (про дерев'яну церкву с. Кривки). // Новий час. — 1930. — № 128.
- Драган М. Мистецька творчість П. Холодного (З нагоди посмертної виставки)// Діло. — 1930. — Ч. 68 і 69.
- Драган М. План розбудови Національного музею// Технічні вісті. — 1930. — № 1.
- Драган М. Сучасний український екслібрис. Екслібрис зб. асоціації незалежних мистців. — Львів: Ізмарагд, 1932. — Вип. 1. — С. 10 — 23.
- Драган М. Традиції і побут у національному мистецтві// Діло. — 1932. — Ч. 84 — 86.
- Драган М. Знівечення церкви в Сихові// Діло. — 1933.
- Драган М. Олександр Ляшенко: З мистецького життя// Діло. — 1934. — Ч. 114.
- Драган М. Мистецтво ікони// Академічні вечори. — 1935. — 8 грудня. — С. 8.
- Драган М. Опанас Сластьон (1855—1933)// Мистецтво. — 1936. — Зош. 1. — С. 7 — 9.
- Драган М. Українські деревляні церкви: Генеза і розвій форм// Збірки Національного музею у Львові. — Львів, 1937. — Ч.1. — XVI + 160 с.
- Драган М. Українські деревляні церкви: Генеза і розвій форм// Збірки Національного музею у Львові. — Львів, 1937. — Ч.2. — XVI + 136 с.
- Драган М. Малярство Західної України// Образотворче мистецтво. — 1941. — № 5.
- Драган М. Виставка праць Олени Кульчицької// Наші дні. — 1943. — Ч. 6.
- Драган М. Українська декоративна різьба XVI—XVIII ст. — К.: Наукова думка, 1970. — 204 с.
- Драґан М. — Українські деревляні церкви. Генеза і розвій форм: в двох частинах [Архівовано 24 вересня 2018 у Wayback Machine.] / Михайло Драґан ; передм. В. С. Александрович ; прим. В. С. Александрович, В. М. Слободян ; предм.-геогр. покажч., терм. словник В. М. Слободян ; упоряд. О. О. Савчук. — Харків: Видавець Савчук О. О., 2014. — 450 с. : 273 іл. — ISBN 978-966-2562-55-2